# Scleria bourgeaui
Scleria bourgeaui är en halvgräsart som beskrevs av Johann Otto Boeckeler. Scleria bourgeaui ingår i släktet Scleria och familjen halvgräs. Inga underarter finns listade i Catalogue of Life.